# Alexander Pawlowitsch Alexandrow
Alexander Pawlowitsch Alexandrow (russisch Александр Павлович Александров; * 20. Februar 1943 in Moskau) ist ein ehemaliger sowjetischer Kosmonaut.

## Ausbildung
Die Moskauer Staatliche Technische Universität „N. E. Bauman“ schloss Alexandrow im Jahr 1969 mit einem Doktorgrad ab. Sein Spezialgebiet war die Lageregelung von Satelliten.

## Raumfahrertätigkeit
Am 1. Dezember 1978 wurde Alexandrow als Kosmonaut ausgewählt. Nachdem er in der Ersatzmannschaft für Sojus T-8 gewesen war, flog er als Bordingenieur mit Sojus T-9 ins All. Danach war er Mitglied der Doublemannschaften von Sojus T-13 und Sojus T-15. Mit Sojus TM-3 flog er das zweite Mal in den Weltraum. Insgesamt war er 309 Tage und 18 Stunden im All.

## Nachfolgende Tätigkeit
Nachdem Alexandrow am 26. Oktober 1993 aus dem aktiven Dienst ausgeschieden war, wurde er Chef des Kosmonautenkorps von RKK Energija. Von 1996 bis 2006 leitete er die Flugtestabteilung und ist seitdem Berater des Präsidenten von RKK Energija.

## Privates
Alexandrow ist verheiratet und hat zwei Kinder, ein Sohn starb im Jahr 2000.